# Helomasluisje
De Helomasluis is een monumentale veensluis in de gemeente Weststellingwerf, in de Nederlandse provincie Friesland. Het is gelegen in de Lindevallei.

## Geschiedenis
De Helomasluis zal omstreeks het eind van de 18e eeuw zijn gebouwd. De eerste cartografische vermelding dateert uit 1832. Volgens de huidige eigenaar, It Fryske Gea, bestond de sluis "toen al tientallen jaren". Soortgelijke veensluisjes werden al sinds de 17e eeuw in de veengebieden gebruikt. Het schutsluisje vormde de verbinding tussen het veengebied van de familie Van Heloma en de Linde, waardoor de turf ten tijde van de vervening afgevoerd kon worden naar het achterland. Na de vervening verloor het sluisje zijn oorspronkelijke functie.
De toenmalige eigenaar, ir. Jan Scato van Heloma, droeg in de loop van de twintigste eeuw zowel de polder als de sluis over aan It Fryske Gea. Het sluisje werd in de jaren vijftig van de 20e eeuw  opgeknapt. Daarna raakte het langzamerhand in verval. In 2016 vond daarom een nieuwe restauratie plaats, waarmee 45.000 euro gemoeid was.
Het sluisje werd in 1967 erkend als rijksmonument. Het sluisje is cultuurhistorisch van belang omdat zichtbaar gemaakt wordt op welke manier de gewonnen turf door middel van pramen afgevoerd kon worden vanuit het veengebied via de Linde naar de afnemers. Het is het enige sluisje van dit type uit dit gebied dat bewaard is gebleven.